# الصم في السلفادور
رغم محدودية المعلومات المتوفرة حول الصمم في السلفادور، تُقدِّر بعض المصادر عدد الصم هناك بما بين 48 و88 ألف شخص.[بحاجة لمصدر] وتُعد لغة الإشارة السلفادورية اللغة الأساسية التي يستخدمها الصم السلفادوريون، مع وجود حوالي 15,000 مستخدم لها. ويستخدم بعض الصم الآخرين أشكالًا إقليمية من اللغة الأمريكية للإشارة أو لغة الإشارة الكوستاريكية، أو يعيشون في المناطق الريفية حيث يعتمدون على إشارات منزلية.[بحاجة لمصدر] لا تزال مجالات التعليم، والترجمة، والحماية الحكومية محدودة بالنسبة للصم السلفادوريين، مما يصعّب عليهم الحصول على فرص عمل واستقرار داخل المجتمع السلفادوري.

## الدعم الحكومي للأشخاص الصم
تنص الدستور على أن يحتفظ مكتب المدافع عن حقوق الإنسان بلجنة دائمة من الأشخاص ذوي الإعاقة، وأنشأت السلطة التنفيذية في عام 2009 أمانة شؤون الإدماج الاجتماعي لتقديم المشورة في قضايا التنوع والعدالة والشمول. وفي عام 2013، نشرت لجنة الأمم المتحدة المعنية بحقوق الأشخاص ذوي الإعاقة تقريرًا وجدت فيه أن الحكومة السلفادورية كانت مقصّرة في تنفيذ معايير الوصول وحماية الأشخاص ذوي الإعاقة من التمييز. كما لاحظت اللجنة وجود قصور في تسجيل ومعاقبة حوادث التمييز ضد الأشخاص ذوي الإعاقة، إلى جانب تجاهل أشكال التمييز التراكبي الذي تتعرض له النساء ذوات الإعاقة. كذلك، أشارت اللجنة إلى غياب التسهيلات المعقولة داخل أنظمة العدالة، وافتقار الأشخاص ذوي الإعاقة إلى الفرص الاقتصادية وفرص العمل، بالإضافة إلى نقص خدمات الوصول والمجتمع للفئات ذات الدخل المنخفض والمناطق الريفية.
يظل الوصول إلى خدمات الترجمة بلغة الإشارة السلفادورية عائقًا رئيسيًا أمام مشاركة الصم في المجتمع العام، إذ لم يكن في البلاد سوى 14 مترجمًا معترفًا بهم حتى عام 2018. تتوفر خدمات الترجمة للأشخاص الصم في الإجراءات القضائية، ومنذ عام 2018 تعمل منظمة المعايير السلفادورية على مراجعة معايير الوصول للاتصالات والمحتوى الرقمي. وبينما تتخذ الحكومة خطوات لدعم الأشخاص ذوي الإعاقة، إلا أنها لا توفر معاشًا أو مساعدات مالية لمن وُلدوا صمًّا، مما يخلق عبئًا اقتصاديًا على الصم وأسرهم بسبب قلة فرص العمل المتاحة.

## الوصول التعليمي للصم السلفادوريين
تاريخيًا، كان الوصول إلى تعليم جيد محدودًا بالنسبة للصم في السلفادور. توجد خمس مدارس للصم في البلاد، تضم 458 طالبًا. ومن بين هذه المدارس، تقدم مدرسة واحدة فقط التعليم من رياض الأطفال حتى المرحلة الثانوية. كثير من الطلاب الصم السلفادوريين يدرسون في مدارس عامة لا توفر بنية تحتية أو سياسات داعمة للطلاب ذوي الإعاقة. وفي هذه المدارس، غالبًا ما يُمنع الأطفال الصم من استخدام لغة الإشارة ويُجبرون على التقليد الصوتي للغة المنطوقة، مع تعرّضهم للتهديد بالضرب إذا لم يمتثلوا. وتُقدّر الدراسات أن الطلاب الصم، في المتوسط، لا يكملون سوى الصف الأول من التعليم الابتدائي. في السابق، كانت جامعة السلفادور المؤسسة الوحيدة التي توفر خدمات الترجمة للطلاب الصم، غير أن هذا الوضع شهد تحسنًا مؤخرًا مع إدخال تعليم لغة الإشارة السلفادورية في كلية الصحة والجامعة التربوية للسلفادور.

## الصمم وزيادة خطر العنف
رغم محاولات الحكومة توفير دعم هيكلي للأشخاص ذوي الإعاقة، إلا أنهم يظلون معرضين لخطر العنف من قبل العصابات. ويتفاقم هذا الخطر على الأطفال والنساء وأفراد مجتمع الميم من ذوي الإعاقة. تسيطر عصابتا عصابة شارع 18 وأم أس-13 على معظم المناطق في السلفادور، حيث تفرض حدودًا إقليمية وتستخدم العنف لترهيب السكان. وقد أدت السياسات الحكومية الأخيرة المعروفة باسم "لا مانوس دوراس|القبضة الحديدية" إلى تعزيز قوة هذه العصابات عبر تركيز أعضائها داخل السجون.
وبسبب هذه السياسات، التي تتيح للشرطة والجيش توقيف واحتجاز المشتبه بانتمائهم للعصابات، يصبح الصم عرضة للعنف من قبل الدولة. فبسبب الحواجز التواصلية، قد يُساء تفسير صمتهم أو استخدامهم للإشارات على أنهم ينتمون للعصابات، مما يعرضهم للاستهداف. وفي مراكز الاحتجاز، غالبًا ما يتعرضون لسوء المعاملة من قبل الحراس والشرطة. وفي ظل ارتفاع معدلات الإفلات من العقاب وعنف الشرطة، يبقى تسجيل الشكاوى أمرًا محدودًا. وقد أبلغت مفتشية السلامة العامة عن تسجيل 30 شكوى ضد الشرطة بين عامي 2013 و2017، حيث أُغلقت 16 شكوى، وتخضع 10 شكاوى للتحقيق، وتم تسوية 4 شكاوى.

## التبشير والصمم
اهتمت العديد من المجموعات التبشيرية الأمريكية والدولية، مثل مشروع بورغن وويكليف أمريكا، اهتمامًا خاصًا بمجتمع الصم في السلفادور. أسست بعض هذه المجموعات بعثات لتقديم خدمات دينية متاحة بلغة الإشارة، بما في ذلك ترجمة الأناجيل إلى لغة الإشارة السلفادورية. واعتبارًا من عام 2018، يوجد ما لا يقل عن 11 كنيسة من طوائف مختلفة تستخدم مترجمين للغة الإشارة الأمريكية أو السلفادورية أثناء خدماتها الدينية.